# 未知の海へ ダーク・ウォーター
『ダーク・ウォーター』（原題：The Pirates of Dark Water）は、日本と米国合作のテレビアニメシリーズ。米国では1991年2月25日から1993年5月23日までFox Kids→米ABC放送にて全2シーズン（全21話）が放送された。
日本では1991年5月13日から同年5月17日と1992年10月5日から同年10月21日にNHK-BS2の衛星アニメ劇場にて全13話が放送された。
なお、一部資料におけるタイトルでは「未知の海へ」と記載されているが、宣伝広告や映像ソフトのほか、本放送時のいずれにおいても『ダーク・ウォーター』として展開されている。
秘宝を求めて海を冒険する大洋航海アドベンチャーを描いた作品となっている。

## ストーリー
表面の98％を水が占め、化け物共が跋扈する惑星マーで灯台守を務めるレンは、滅びゆく王国の王子でもあった。
彼は、13の秘宝を求めて旅に出る。

## 登場人物
レン（Ren）
原語 - ジョージ・ニューバーン/吹き替え - 草尾毅
本作の主人公。褐色の肌と金髪が特徴。
ニドラー（Niddler）
猿と鳥を掛け合わせたような生物。レンの相棒。
トゥーラ（Tula）
原語 - ジョディ・ベンソン/吹き替え - 小山茉美
イオズ（Ioz）
レンの仲間となる海賊。

## スタッフ
- エグゼクティブ・プロデューサー - デヴィッド・カーシュナー、ポール・サベラ、マーク・ヤング
- 原案 - デヴィッド・カーシュナー
- プロデューサー - ジョン・ドーマン→マリオ・ピルソー→コスモ・アンジロッティ
- 総監督 - レイ・パターソン
- 監督 - ドン・ラスク、ポール・ソマー、殿河内勝
- クリエイティブ・デザイン - イワオ・タカモト
- 作画監督 - ダンカン・マージョリバンクス、西城隆詞
- 音楽 - トム・チェイス、スティーヴ・ラッカー
- アニメーション制作 - タマ・プロダクション、マッドハウス、フィル・カートゥーン（全話担当）、ミスター・ビッグ・カートゥーン、ワン・フィルム・プロダクション、ビッグスター・エンタープライズ（表記なし[2]）
- 製作 - ハンナ・バーベラ・プロダクション

## 主題歌
オープニングテーマ
- 『ダークウォーター〜愛すべき戦士たち〜』
  - 作詞 - 藤公之介/作曲・編曲 - 石川恵樹/歌 - 影山ヒロノブ

エンディングテーマ
- 『戦士たちの休息』
  - 作詞 - 藤公之介/作曲・編曲 - 石川恵樹/歌 - 影山ヒロノブ

## 各話リスト[3]
| #      | サブタイトル                             | 放送日             | 放送日          |
| #      | サブタイトル                             | アメリカ合衆国の旗 | 日本の旗        |
| ------ | ---------------------------------------- | ------------------ | --------------- |
| 第1話  | 冒険への旅立ち(The Quest)                | 1991年 2月25日     | 1991年 5月13日  |
| 第2話  | アタニの宮殿(Dishonor)                   | 2月26日            | 5月14日         |
| 第3話  | 第2の秘宝(Break Up)                      | 2月27日            | 5月15日         |
| 第4話  | テュラの謀略(Betrayal)                   | 2月28日            | 5月16日         |
| 第5話  | 勇者伝説の誕生(Victory)                  | 3月1日             | 5月17日         |
| 第6話  | テュラの故郷(Andorus)                    | 10月19日           | 1992年 10月12日 |
| 第7話  | 悪霊の鐘(The Beast and the Bell)         | 11月2日            | 10月13日        |
| 第8話  | 第4の秘宝(Panacea)                       | 11月9日            | 10月14日        |
| 第9話  | 子レビアタンの戦い(The Little Leviathan) | 11月30日           | 10月15日        |
| 第10話 | イオズの決意(The Collection)             | 11月23日           | 10月18日        |
| 第11話 | レンの花嫁(A Drop of Darkness)           | 10月26日           | 10月19日        |
| 第12話 | キング・ニドラー(King Niddler)           | 11月16日           | 10月20日        |
| 第13話 | 新たなる旅立ち(The Dark Dweller)         | 12月7日            | 10月21日        |
| 第14話 | (The Dark Disciples)                     | 1992年 11月8日     | 未放送          |
| 第15話 | (The Ghost Pirates)                      | 11月15日           | 未放送          |
| 第16話 | (The Dagron Master)                      | 11月22日           | 未放送          |
| 第17話 | (The Game Players of Undaar)             | 11月29日           | 未放送          |
| 第18話 | (The Pandawa Plague)                     | 1993年 5月2日      | 未放送          |
| 第19話 | (Sister of the Sword)                    | 5月9日             | 未放送          |
| 第20話 | (The Soul Stealer)                       | 5月16日            | 未放送          |
| 第21話 | (The Living Treasure)                    | 5月23日            | 未放送          |

## メディア展開
漫画
1991年11月、マーベル・コミックより漫画シリーズが展開された。当初はアニメの内容をもとにした全6話が展開された後、漫画オリジナルのストーリー全3話が展開された。
また、これに伴い、レンやニドラーなどのアクションフィギュアも売り出された。
コンピュータゲーム
1994年、本作はサン電子により、Super Nintendo Entertainment System（SNES）およびジェネシス用ソフトとして欧米向けに発売されており、いずれも開発元とゲーム性が異なる。SNES版は『ファイナルファイト』風のベルトスクロールアクションである一方、イグアナ・エンタテインメント(のちのアクレイム・スタジオ・オースティン)が開発したジェネシス版はRPG要素を含んだプラットフォームゲームである。また、ジェネシス版ではアニメでは描かれなかった結末が展開されている。